# Hydromys shawmayeri
Hydromys shawmayeri  (Hinton, 1943) è un roditore della famiglia dei Muridi endemico della Nuova Guinea.

## Descrizione

### Dimensioni
Roditore di medie dimensioni, con la lunghezza della testa e del corpo tra 130 e 153 mm, la lunghezza della coda tra 148 e 185 mm, la lunghezza del piede tra 35 e 39 mm, la lunghezza delle orecchie tra 12 e 17 mm e un peso fino a 88 g.

### Aspetto
Il colore delle parti superiori è grigio scuro, mentre le parti inferiori sono grigie chiare. Le orecchie sono di proporzioni normali. La coda è più lunga della testa e del corpo ed ha il quarto terminale bianco.

## Biologia

### Comportamento
È una specie semi-acquatica. Costruiscono tane sulle sponde dei corsi d'acqua, dove si rifugiano in piccoli gruppi.

### Alimentazione
Si nutre di insetti, piccoli invertebrati acquatici, rane e pesci.

## Distribuzione e habitat
Questa specie è diffusa in Nuova Guinea.
Vive lungo fiumi e corsi d'acqua nelle foreste tra 1.500 e 3.600 metri di altitudine. Sembra non essere presente vicino ai laghi.

## Conservazione
La IUCN Red List, considerato l'alta densità nell'areale limitato e la tolleranza all'interferenza umana, classifica H.shawmayeri come specie a rischio minimo (Least Concern).